# Георги Свежин
Георги Свежин (Георги Иванов Нейков) е български поет.

## Биография
Георги Нейков е роден на 3 ноември 1922 г. в с. Дойренци, Ловешко. Първи литературни опити прави като ученик в Смесена гимназия „Цар Борис III“ (Ловеч). Участва в създаването и живота на литературния кръг на Димитър Аджарски „Младо село“ в с. Дойренци. Приема псевдонима Георги Свежин. За публикувани произведения в сборника „Чернозем“ и като активен член на РМС е изключен от гимназията. През 1941 г. Успява да завърши Смесена гимназия „Цар Борис III“ (1941) и специалност медицина в София (1951).
Работи като заместник главен редактор на в. „Здравен фронт“ (1952). Редактор във в. „Работническо дело“. Завеждащ отдел „Поезия“ и член на редколегията на сп. „Пламък“. Главен редактор на в. „Пулс“ (1968 – 1980), в. „Мисъл“ до 2000 г. Директор на националния музей за българска литература. Член на Съюза на българските писатели, заслужил деятел на културата (1975).
Автор на книги, пиеси и стихове, преведени на румънски, полски, английски, руски, украински, турски и арабски език. Издава стихосбирките: „Непреклонна младост“, „Всеки смята себе си за гений“, „Злото от срам не умира“, „Дяволски трели“, „Диагнози“, „Очите парят“. Автор на пиесите „Неаполитанска песен“, Радиация“ и „Мелница за нерви“.